# Chama (pan)

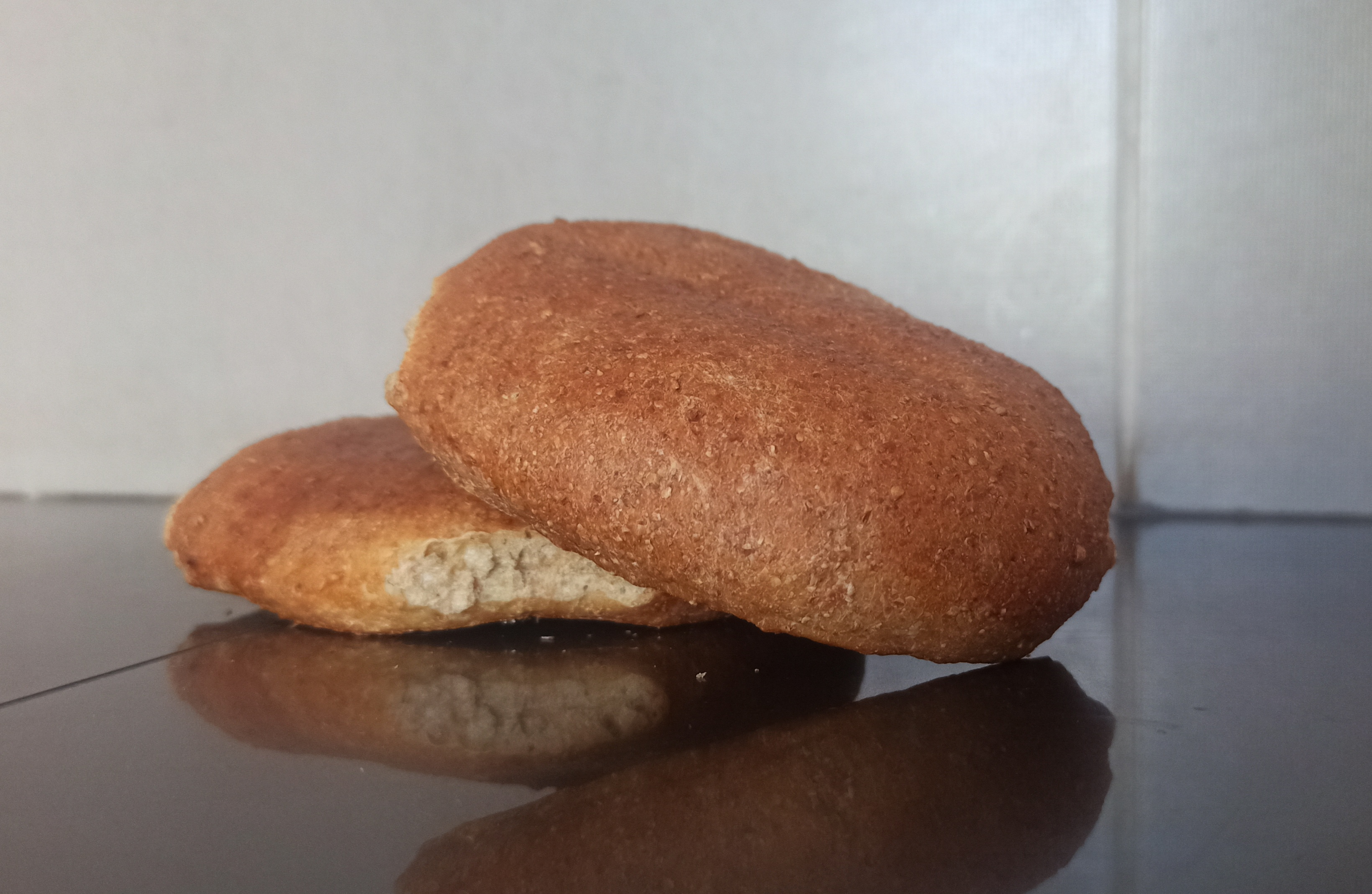
Pan chamillo

La chama o chamillo es un pan típico de Bolivia, particularmente de Vallegrande, pero que se consume en todo el país. Tiene un tamaño mediano a pequeño y forma redonda y aplanada. Para su elaboración, se preparan dos masas diferentes, una de harina blanca y la otra de harina integral, ambas de trigo. La receta de las masas se completa con agua, manteca, levadura, sal y azúcar, y a veces huevo o leche. La masa blanca constituye el interior del pan, mientras que la integral es la exterior. A menudo, se rellena con una porción de queso que se funde durante la cocción. 
En el libro folklórico El apodo en Bolivia (1977), Antonio Paredes Candia define chama como el «nombre que se da al pan integral». En Arte culinario de Bolivia (1971) se define como «pan hecho con harina integral y mucha manteca», y el Diccionario de americanismos lo define como «pan de harina integral». Su nombre proviene del aimara chhama, que quiere decir ‘granulado, áspero’.